# فرار الميني باص (فلم 1915)
فرار الميني باص (بالإنجليزية: A Jitney Elopement)، يعرف أيضا باسم (تشارلي يريد الزواج)، وهو فيلم كوميدي أمريكي صامت من عام 1915 بطولة تشارلي تشابلن وإدنا بيرفيانس، تم إنتاجه في استوديوهات إساناي.

## القصة
تستنجد "إدنا" بحبها الحقيقي "تشارلي تشابلن" لينقذها من موعد مع أحد أثرياء المدينة الذي يريد منها والدها أن تتزوجه، فينتحل "تشارلي" شخصية الكونت على العشاء ويكشف لاحقاً.

## طاقم التمثيل
- تشارلي تشابلن - الخاطب، الكونت المزيف
- إدنا بيرفيانس - إدنا
- إرنست فان بيلت - والد إدنا
- ليو وايت - كونت كلوريد دي ليم، خاطب إدنا
- لويد بيكون - مُقَدِّمُ شَّرَاب شاب / شرطي (غير معتمد)
- بادي ماغواير - مُقَدِّمُ شَّرَاب مسن / شرطي
- بود جاميسون - الشرطي مع العصا
- كارل ستوكديل - شرطي
- فريد غودوينس - (دور غير محدد)

## وصلات خارجية
- مقالات تستعمل روابط فنية بلا صلة مع ويكي بيانات
- فرار الميني باص متوفر للتحميل المجاني على أرشيف الإنترنت
- A Jitney Elopement on يوتيوب